# 埃森·卡柯斯基
埃森·卡柯斯基（Ethan Cutkosky，1999年8月19日—）是美國的一位演員。他最著名的作品包括在Showtime電視劇無恥之徒中飾演Carl Gallagher角色。